# Cuarenta balas - El caso Fischer-Bufano
Cuarenta Balas - El caso Fischer-Bufano es un documental animado dirigido por Ernesto Gut y Dionisio Cardozo. En él se recorren la vida y asesinato de Jorge Fischer y Miguel Ángel Bufano dos militantes de Política Obrera y activistas fabriles en la década del 70, asesinados por la Alianza Anticomunista Argentina.
- Datos: Q19698494